# Диана (итальянский шлюп)
«Диа́на» — корабль (шлюп) Королевского итальянского флота.
Проектировалась как яхта премьер-министра, но её можно было использовать также как быстроходный транспорт для ценных грузов. В июле 1941 г. использовался для доставки взрывающихся катеров (9 МТ, 1 MTSM и 1 MTL) в центральную часть Средиземного моря для атаки Мальты.
29 июня 1942 г. «Диана» была потоплена двумя торпедами с английской подводной лодки «Трэшер».